# Megachile dentitarsus
Megachile dentitarsus là một loài Hymenoptera trong họ Megachilidae. Loài này được Sladen mô tả khoa học năm 1919.